# 胡貝圖斯巴赫河

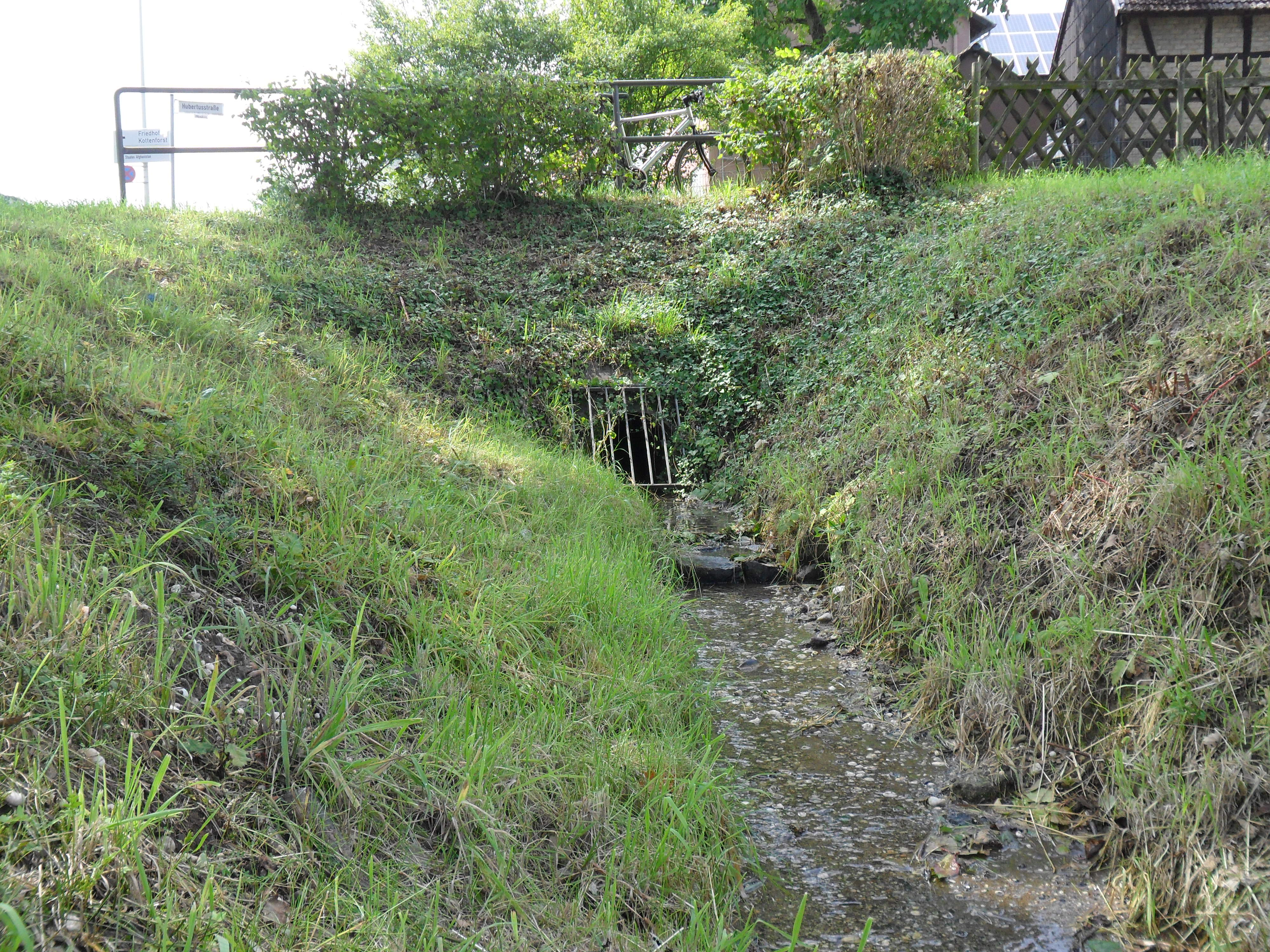

50°41′42.9″N 7°4′30.2″E / 50.695250°N 7.075056°E
胡貝圖斯巴赫河（德語：Hubertusbach），是德國的河流，位於該國西部，處於北萊茵-威斯特法倫州，屬於恩代尼希巴赫河的支流，河道全長0.5公里，流域面積0.1平方公里。